# 트위스티드 메탈 (드라마)
《트위스티드 메탈》(영어: Twisted Metal)은 2023년 7월부터 피콕에서 방영된 미국의 액션 코미디 드라마이다. 소니 인터랙티브 엔터테인먼트의 동명 게임 시리즈를 실사화한 작품이다.